# Octavian Popescu (cầu thủ bóng đá, sinh 1985)
 Octavian Popescu (sinh ngày 5 tháng 11 năm 1985 ở Pitești) là một cầu thủ bóng đá người România hiện tại thi đấu cho đội bóng Liga II Argeș Pitești. Trận đấu đầu tiên của anh tại Liga I là trước FCM Târgu Mureș.